# Brutalny glina
Brutalny glina (jap. その男、凶暴につき - Sono otoko, kyōbō ni tsuki) – japoński film kryminalny z 1989 roku, pierwszy w dorobku Takeshiego Kitano. Zdjęcia kręcono w Jokohamie.
Reżyserem filmu miał być pierwotnie Kinji Fukasaku, ale ze względu na chorobę musiał zrezygnować. Jego zadanie przejął Kitano, który początkowo miał jedynie zagrać w nim główną rolę. Jako reżyser zmienił oryginalny scenariusz napisany przez Hisashiego Nozawę z komedii na dramat policyjny.